# Eldar Riazanov
Pour les articles homonymes, voir Riazanov.
Eldar Alexandrovitch Riazanov (en russe : Эльдар Александрович Рязанов) est un réalisateur soviétique puis russe, né le 18 novembre 1927 à Samara et mort le 30 novembre 2015 à Moscou, spécialiste des comédies,. Il est notamment l'auteur de L'Ironie du sort sorti en 1975, considéré comme le film culte par plusieurs générations de cinéphiles dans son pays,,,,. Il est distingué Artiste du peuple de l'URSS en 1984.

## Biographie
Le réalisateur est le fils d'agent du Service des délégués commerciaux de l'URSS à Téhéran, Alexandre Riazanov, et son épouse Sophia Schustermann (1902-1969). La famille habite au no 120, rue Frounzé à Samara. Peu après, ils s'installent à Moscou. Les parents divorcent au milieu des années 1930. Eldar est élevé par le second mari de sa mère, Léon Kopp (1899-1985), cadre à l'Institut de géologie de l'Académie des sciences d'URSS.
Il fait ses études à l'Institut national de la cinématographie, dans la classe de maître de Grigori Kozintsev. Diplômé en 1950, il travaille pendant cinq ans au studio central du film documentaire de Moscou, où il réalise les épisodes des séries de communication télévisuelle Pionerya («Пионерия»), Novosti dnya («Новости дня»), Sovetski sport («Советский спорт»), ainsi que plusieurs courts-métrages documentaires. À partir de 1955, sa carrière se poursuit à Mosfilm dont le directeur artistique de l'époque Ivan Pyriev l'encourage à s'essayer à la comédie. Riazanov remporte un immense succès public et critique avec son premier film dans ce genre, La Nuit de Carnaval, qui arrive à la 1re place par le nombre de spectateurs en 1956 (48,64 millions) et propulse ses acteurs principaux, les jeunes Lioudmila Gourtchenko et Youri Belov, au rang de célébrités nationales. Riazanov s'affirme à partir de ce moment comme l'un des plus grands réalisateurs de son époque. En collaboration avec le scénariste Émile Braguinski, il signe les films devenus de grands classiques du cinéma soviétique comme Attention, automobile (1966), Romance du bureau (1977) ou encore Une gare pour deux (1982), qui sera projeté au festival de Cannes 1983.
Parallèlement à sa carrière de réalisateur Riazanov présente l'émission de télévision consacrée au cinéma Kinopanorama en 1979-1985.
En 1993, il lance avec Youri Nikouline l'émission de télévision humoristique Club du Perroquet Blanc (Белый попугай).
En 2007, sur la chaîne de télévision publique Rossiya K, il présente un nouveau projet Chez Eldar Riazanov («В гостях у Эльдара Рязанова»), une série de rencontres en direct avec les invités du monde de cinéma russe.
La santé du réalisateur devient précaire les dernières années. Il est hospitalisé à plusieurs reprises en 2014 et en 2015. Il meurt de l'insuffisance cardiaque le 30 novembre 2015. Il sera inhumé au cimetière de Novodevitchi.

## Vie privée
Première épouse, Zoïa Petrovna Fomina (1924-1999), est une camarade d'études de l'Institut national de la cinématographie, par la suite réalisatrice du cinéma documentaire. Ensemble, ils ont une fille Olga Riazanova (née en 1951), diplômée de l'Université d'État de Moscou, elle est critique de cinéma. Le petit-fils, Dmitri Vitalievitch Troyanski, est un journaliste de télévision et écrivain.
Seconde épouse - Nina Grigorievna Skouybina (1930-1994), rédacteur des studios Mosfilm.
Troisième épouse - Emma Valerianovna Abaïdoullina.

## Filmographie

### Réalisateur
- 1948 : Tentative d'attentat (Покушение на убийство)
- 1949 : Ils sont étudiants à Moscou (Они учатся в Москве) documentaire réalisé avec Zoïa Fomina
- 1951 : Une Route appelée Octobre (Дорога имени Октября) réalisé avec Lia Derbycheva, documentaire, 28 minutes
- 1951 : Au Championnat du monde d'échecs (Ңа первенство мира по шахматам)
- 1953 : Tes livres (Твои книжки) réalisé avec Zoïa Fomina
- 1953 : Non loin de Krasnodar (Недалеко от Краснодара)
- 1954 : L'Île Sakhaline (ru) (Остров Сахалин) réalisé avec Vassili Katanyan (ru)
- 1955 : Jeunesse heureuse (en russe : частливая юность) ou Voix de printemps (en russe : Весенние голоса) réalisé avec Sergueï Nikolaïevitch Gourov (ru)
- 1956 : La Nuit de carnaval (Карнавальная ночь)
- 1956 : Dans les mers d'Extrême-Orient (В дальневосточных морях) réalisé avec Vassili Katanyan
- 1957 : Jeune fille sans adresse (Девушка без адреса)
- 1961 : Très sérieusement (Совершенно серьезно), almanach cinématographique d'après la nouvelle Comment a été créé Robinson (Как создавался Робинзон)
- 1961 : L'Homme de nulle part (Человек ниоткуда)
- 1961 : Comment Robinson a-t-il été créé ? (en russe : Как создавался Робинзон)
- 1962 : La Ballade du hussard (Гусарская баллада)
- 1965 : Donnez-moi le livre des réclamations (Дайте жалобную книгу)
- 1966 : Attention, automobile (Берегись автомобиля)
- 1968 : Les Méandres du succès (Зигзаг удачи)
- 1971 : Les Vieux-brigands (Старики-разбойники)
- 1973 : Les Aventures incroyables d'Italiens en Russie (Невероятные приключения итальянцев в России) coréalisé avec Francesco Prosperi
- 1975 : L'Ironie du sort (Ирония судьбы, или С лёгким паром!), téléfilm
- 1977 : Romance de bureau (Служебный роман)
- 1979 : Le Garage (Гараж)
- 1980 : Ayez un mot pour le pauvre hussard (ru) (О бедном гусаре замолвите слово), téléfilm
- 1982 : Une gare pour deux (Вокзал для двоих)
- 1984 : Romance cruelle (Жестокий романс)
- 1987 : Mélodie oubliée pour une flûte (Забытая мелодия для флейты)
- 1987 : Quatre rencontres avec Vladimir Vissovtski (ru), (Четыре встречи с Владимироӎ Высоцҝим), téléfilm
- 1988 : Chère Elena Sergueïevna (Дорогая Елена Сергеевна)
- 1991 : Promesse du ciel (Небеса обетованные)
- 1993 : La Prophétie (ou La Prédiction) (Предсказание)
- 1993 : Une journée dans la famille du président (День в семье президента), téléfilm
- 1997 : Salut, grand bêta (ru) (Привет, дуралеи!)
- 1997 : Unité de la décence - un Gallay (Единица порядочности — один Галлай)
- 2000 : L'eau qui dort (ru) (Тихие Омуты)
- 2000 : Les Vieilles Rosses (Старые клячи)
- 2003 : La Clé de la chambre à coucher (ru) (Ключ от спальни)
- 2006 : Andersen, une vie sans amour (ru) (Андерсен. Жизнь без любви)
- 2006 : La Nuit de carnaval 2, ou 50 ans plus tard (ru) (Карнавальная ночь-2, или 50 лет спустя)
- 2009 : La musique de la vie (ru) (Музыка жизни), téléfilm

### Scénariste
- 1949 : Ils sont étudiants à Moscou scénarisé avec Zoïa Fomina
- 1960 : Très sérieusement
- 1962 : La Ballade des Hussards scénarisé avec Alexandre Gladkov
- 1966 : Attention, automobile scénarisé avec Emile Braguinski
- 1968 : Les Méandres du succès scénarisé avec Emile Braguinski
- 1971 : Les Vieux-brigands scénarisé avec Emile Braguinski
- 1973 : Les Aventures incroyables d'Italiens en Russie scénarisé avec Emile Braguinski et le «couple» d'italiens Castellano et Pipolo
- 1973 : Collègues (Сослуживцы), scénarisé avec Emile Braguinski : spectacle télévisé réalisé par Boris Kondratiev
- 1975 : L'Ironie du sort scénarisé avec Emile Braguinski
- 1977 : Romance de bureau scénarisé avec Emile Braguinski
- 1979 : Le Garage scénarisé avec Emile Braguinski
- 1980 : Ayez un mot pour le pauvre hussard scénarisé avec Grigori Gorine
- 1981 : Parents (Родственники), scénarisé avec Emile Braguinski : spectacle télévisé réalisé par Andreï Goncharov et Nadegda Ivanenkova Marusalova
- 1982 : Une gare pour deux scénarisé avec Emile Braguinski
- 1984 : Romance cruelle
- 1987 : Mélodie oubliée pour une flûte scénarisé par Emile Braguinski
- 1988 : Chère Elena Sergueïevna scénarisé avec Lioudmila Razoumovskaïa
- 1991 : Promesse du ciel scénarisé avec Guenrietta Altman
- 1993 : La Prophétie (ou La Prédiction)
- 1993 : Une journée dans la famille du président
- 1997 : Salut, grand bêta scénarisé avec Alekseï Timm
- 2000 : Eaux calmes scénarisé avec Emile Braguinski et Leonid Bits
- 2000 : Les Vieilles rosses scénarisé avec Vladimir Moiseenko
- 2003 : La Clé de la chambre à coucher scénarisé avec Leonid Bits
- 2006 : Andersen, une vie sans amour scénarisé avec Irakli Kvirikadze
- 2009 : La musique de la vie

### Producteur
- 2000 : Eaux calmes
- 2003 : La Clé de la chambre à coucher
- 2006 : Andersen, une vie sans amour

### Acteur
- 1957 : Le But de sa vie ou Je serai pilote d'essai (Цель его жизни) d'Anatoli Rybakov (réalisateur) : pilote (ou régisseur dans l'équipe technique?)
- 1965 : Donnez-moi le livre des réclamations : rédacteur en chef
- 1970 : Une heure avec Kozintsev ou Sept avis (Один час с Козинцевым, или Семь мнений) téléfilm d'Alexandre Stefanovitch : caméo (apparition)
- 1971 : Les Vieux-brigands : un passant devant la prison
- 1973 : Les Aventures incroyables d'Italiens en Russie : docteur sur l'aile de l'avion
- 1975 : L'Ironie du sort : un passager dans l'avion voisin de Génia (Eugène)
- 1977 : Romance de bureau : passager dans un autobus
- 1977 : Le risque - Une noble cause (Риск — благородное дело) de Yakov Segal : cameo
- 1978 : Ivan Pyriev (Иван Пырьев) téléfilm de V. Rytchenkov : cameo
- 1979 : Le Garage : actionnaire du sommeil(?),chef du département des insectes
- 1980 : J'ai besoin de bonne musique (Нужна хорошая мелодия), téléfilm documentaire d'Andreï Petrov : cameo
- 1980 : Ayez un mot pour le pauvre hussard : aubergiste et confiseur
- 1982 : Une gare pour deux : chef de gare adjoint
- 1987 : Mélodie oubliée pour une flûte : astronome
- 1987 : Quatre rencontres avec Vladimir Vissovtski : rôle principal
- 1988 : Chère Elena Sergueïevna : un voisin irascible
- 1991 : Promesse du ciel : un consommateur dans le café
- 1993 : Une journée dans la famille du président : rôle principal
- 1994 : Géorgiens frivoles (Я-Легкомысленный грузин), téléfilm d'Alex Pichtchouline : rôle principal
- 1996 : L'artiste est différent de l'acteur (Артист совсем не то же актёр), téléfilm de Vadim Fomenko : rôle principal
- 1997 : Salut, grand bêta : Nicolas Timofeyevitch
- 2000 : Eaux calmes : radiologue
- 2000 : Les Vieilles rosses : juge
- 2003 : La Clé de la chambre à coucher : agent de police
- 2006 : Andersen, une vie sans amour : propriétaire d'une boutique de pompes funèbres
- 2006 : La Nuit de carnaval-2, ou 50 ans plus tard, cameo
- 2007 : L'Ironie du sort (suite) de Timour Bekmambetov : passager dans un avion
- 2009 : La musique de la vie : cameo

### Auteur de poèmes, de paroles et de chansons
Dans les films : 
- 1965 : Donnez-moi le livre des réclamations
- 1977 : Romance de bureau
- 1982 : Une gare pour deux
- 1984 : Romance cruelle
- 1987 : Mélodie oubliée pour une flûte
- 1991 : Promesse du ciel
- 1993 : La Prophétie (ou La Prédiction)
- 1997 : Salut, grand bêta
- 2000 : Les Vieilles rosses
- 2003 : La Clé de la chambre à coucher
- 2006 : Andersen, une vie sans amour
- 2006 : La Nuit de carnaval-2, ou 50 ans plus tard
- 2009 : La musique de la vie

## Distinctions
- Ordre du Drapeau rouge du Travail (1969)
- Prix d’État de l'URSS (1977) pour le film L'Ironie du sort
- Ordre du Drapeau rouge du Travail (1977)
- Prix des frères Vassiliev (1979) pour le film Romance de bureau
- Artiste du peuple de l'URSS (1984)
- Ordre de l'Amitié des peuples (1987)
- Nika du meilleur film (1991) pour le film Promesse du ciel* Ordre du Mérite pour la Patrie (1996)
- Prix TEFI (1997)
- Ordre national de la Légion d'honneur (1992)
- Prix du jury de Kinotavr pour le film La Clé de la chambre à coucher
- Grand prix du Festival du cinéma russe à Honfleur pour Les Vieilles rosses (Старые клячи) (2001)
- Ordre du Mérite pour la Patrie (2008)
- Citoyen d'honneur de la ville de Samara (2012)